# James Gomez (Fußballspieler, 2001)
James Gomez (* 14. November 2001 in Bakary Sambouya) ist ein gambischer Fußballspieler, der als Innenverteidiger für den dänischen Zweitligisten Sparta Prag und die Gambische Fußballnationalmannschaft spielt.

## Karriere

### Vereinskarriere
Nachdem er die Akademie von Real de Banjul durchlaufen hatte, wechselte Gomez am 20. Januar 2020 auf Leihbasis zum dänischen Verein AC Horsens. Am 4. August wurde das Darlehen um weitere sechs Monate verlängert. Am 23. Dezember 2020 wechselte er endgültig zu dem Verein mit einer Vertragslaufzeit bis Sommer 2024.¨
Am 19. Juli 2023 unterzeichnete Gomez einen Mehrjahresvertrag beim tschechischen Erstligisten Sparta Prag. Bereits im Februar 2024 kehrte er nach Dänemark zurück und unterzeichnete einen Vertrag bei Odense BK.

### Internationale Karriere
Sein Debüt für die gambische Fußballnationalmannschaft gab er am 8. Juni 2021 in einem Freundschaftsspiel gegen Togo und erzielte das einzige Tor des Spiels.